# José Maria Neves
José Maria Pereira Neves (1960. március 28. –) a Zöld-foki Köztársaság miniszterelnöke. Ez a posztot 2001. február 1. óta tölti be. Ezen kívül a Zöld-foki-szigetek Függetlenségéért Afrikai Párt (PAICV) tagja. Felsőfokú tanulmányainak egy részét Brazíliában, a Getúlio Vargas Alapítványnál végezte. 2005. augusztus 12-16. között meglátogatta Brazília tagállamainak központjait. Augusztus 22-én fogadta a brazil miniszterelnök is.
Neves egyike azoknak, akik az ország Európai Uniós tagságát támogatják.[forrás?]
2021 októberében José Maria Neves nyerte az elnökválasztást az október 17 -i első fordulóban - derül ki a hivatalos honlapon közzétett első eredményekből. a szavazatok 51,5% -át szerezte meg, az első körben abszolút többséget kell választani, ezek az eredmények a szavazóhelyiségek 97% -ára vonatkoznak.